# Omicidio di Maria Ladenburger

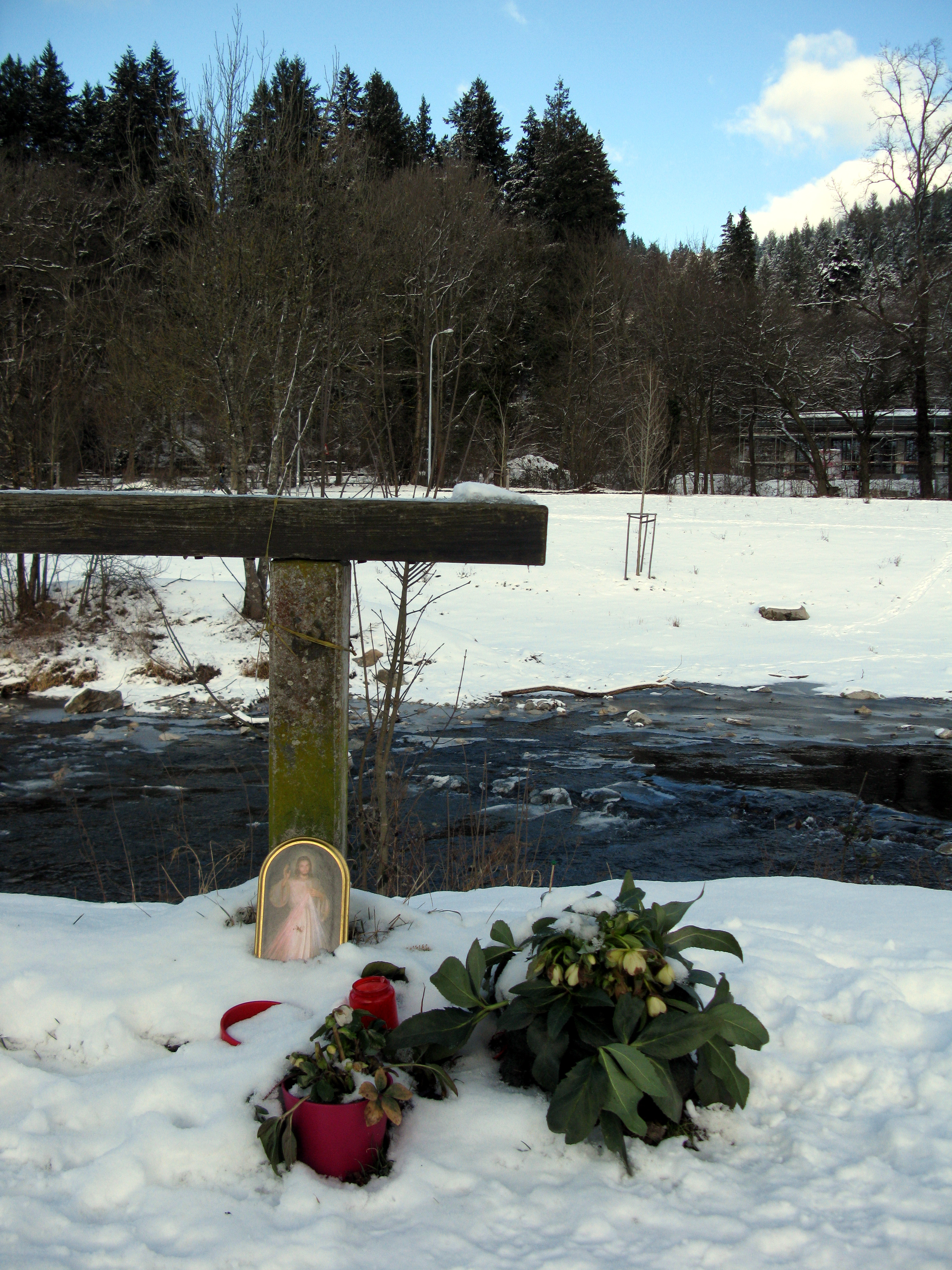
Fiori sul luogo di ritrovamento del corpo

L'omicidio di Maria Ladenburger venne commesso il 16 ottobre 2016 quando una studentessa di medicina diciannovenne di Friburgo in Brisgovia, Baden-Württemberg, Germania, venne ritrovata annegata nel fiume Dreisam dopo essere stata violentata.
Il 3 dicembre 2016 la polizia di Friburgo ha arrestato un sospetto, Hussein Khavari, identificato da un capello trovato sulla scena del crimine e da una ripresa di una telecamera di sorveglianza di un tram. La prova del DNA lo collegava alla scena del crimine. Il sospetto era recentemente entrato in Germania come rifugiato. È stato successivamente scoperto che aveva passato un periodo in carcere in Grecia per aver tentato di derubare e uccidere una ragazza, prima di immigrare in Germania. È stato inoltre appurato che, nonostante si fosse dichiarato minorenne, all'epoca dell'omicidio aveva almeno 22 anni. Questo ha creato discussione circa il possibile fallimento del sistema europeo di scambio di informazioni su rifugiati, migranti e sui loro eventuali precedenti penali.